# مونتي كارلو جران كاسينو
مونتي كارلو جران كاسينو (أي "كازينو موناكو غران") فيلم كوميدي إيطالي عام 1987 من إخراج كارلو فانزينا. 

## القصة
مغامرات لخمسة إيطاليين في كازينو مونتي كارلو: يعيش صبي مستهتر مفلس على أموال من ملياردير قبيح لدعم عادته في لعب القمار؛ رجلان من رجال الأعمال يخسران الأموال التي يحتاجانها لإبرام صفقة مهمة؛ تمكن غشاشان، بعد ليلة ملحمية، من هزيمة لاعب بطاقة فرنسي لا يهزم.

## طاقم التمثيل
- ماسيمو بولدي في دور جينو
- كريستيان دي سيكا بدور فوريو
- إزيو جريجيو في دور أوسكار
- باولو روسي في دور باولو
- فلورنسا غيران بدور سيلفيا
- ليزا ستوثارد في دور باتريزيا
- إنريكو بيروتشي في دور لينو
- فيليب ليروي في دور البارون دوروك دي روتشيلد
- جويدو نيتشيلي في دور أمبروجيو كولومبو
- رينزو أوزانو في دور بتلر
- ماريو بريجا بدور لوسيانو
- لوسيا ستارا بدور ماجدة

## أنظر أيضا
- قائمة الأفلام الإيطالية لعام 1987

## روابط خارجية
- مونتي كارلو جران كاسينو  في قاعدة بيانات الأفلام على الإنترنت (بالإنجليزية)

قالب:Carlo Vanzina